# Tetradecàedre
Un tetradecàedre o tetradecaedre és un políedre que té catorze cares. Hi ha moltes formes topològicament diferents de tridecàedres, moltes de les quals construïbles completament amb cares de polígons regulars.
Un tetradecàedre s'anomena de vegades tetrakaidecàedre (o tetrakaidecaedre). No hi ha cap diferència en el significat. L'arrel grega kai significa 'i'. Hi ha evidència que les cèl·lules mamíferes de l'epidermis tenen forma de tetrakaidecaedres plans, una idea suggerida per primer cop per Lord Kelvin.